# Душан Попов (публициста)
Др Душан Попов (Мокрин, 1. јануар 1930 — Нови Сад, 3. јул 2012) био је српски новинар и публициста, први Баштиник Војводине, проглашен 1998. године од стране Културно-историјског друштва ПЧЕСА. Др Попов је ово признање за културни рад добио јер је од свог најранијег стваралаштва баштинио регионално-специфичан идентитет Војводине, не само у земљи, него и у свету. За свој неуморни рад на едукацији, унапређењу новинарства, као и у истраживању, неговању и афирмисању културно-историјске баштине 1972. године одликован је Орденом рада са златним венцем.
Био је дугогодишњи секретар Матице српске и главни уредник Телевизије Нови Сад, али као најважније остварење по коме се памти била је иницијатива и остварење Енциклопедије Новог Сада – због које је Нови Сад један од ретких градова у региону који има своју енциклопедију.

## Биографија
Рођен је 1930. године у Мокрину. Основну школу је похађао у родном селу, гимназију у Кикинди, Бечкереку и Новом Саду, где је матурирао у Мушкој гимназији. Студирао је и дипломирао политичке науке на Филозофском факултету у Београду и тамо је 1981. докторирао с тезом о српској штампи у Војводини између два рата, коју Матица српска 1983. објављује и у облику монографије.
Од ране младости се занимао за новинарство. Још као дечак, за време рата, издаје руком писане „Мале новине“. У право новинарство улази већ са петнаест година, када као гимназијалац пише за „Слободну Војводину“ (Дневник) и „Глас омладине“ а у професионалне воде залази од 1948. године. У тадашњем „Дневнику“ прешао је пут од млађег сарадника преко уредника рубрика до заменика главног уредника. Најпре је, као млад новинар био спортски дописник, прибележио је и објавио занимљиве податке о историји фудбала у Војводини. Све то му иде природно, новинарске и организаторске способности као да наслеђује од оца, дописника многих новина из Мокрина и организатора соколских и других сличних активности.
Један је од оснивача Телевизије Нови Сад. Од маја 1972. учествовао је у формирању редакција, као први главни уредник, уређивао је и водио прве ТВ дневнике, а селекција документарних ТВ филмова под његовим уредништвом награђена је на фестивалу у Порторожу. На челу Редакције информативног програма, извештавао је из многих земаља у Европи, Азији и Африци. Као представник Југословенске радио-телевизије био је члан Извршног одбора Евровизије у Женеви (1977–1979).
Др Попов је био члан Матице српске још од 1949. године. Дуго година је провео као члан управног и извршног одбора, а у три мандата, од 1979. до 1991. године, и био секретар установе. Током својих мандата, између осталог, основао је Свеске Матице српске у четири серије, за књижевност, друштвене и природне науке и ликовну уметност и унапредио рад Матичиних одељења. Аутор је IV. тома Историје Матице српске 1918–1941. Био је потпредседник Темишварског одбора и главни уредник Темишварског зборника српског гласила у Румунији, те члан Уређивачког одбора Српског биографског речника и Српске енциклопедије као и Одбора Лексикографског одељења Матице српске. У Стеријином позорју је био први генерални секретар.
Опус стваралаштва овог неуморног аутора у културно-историјској баштини је значајан и велик. У духу искреног баштиника написао је многе прилоге из историје, културе, етнологије народа Војводине. Написао је више књига о Новом Саду и Војводини: Нови Сад 1944–1964 (1964), Војводина јуче и данас (1965), Нови Сад (1972), Војводина, фото-монографија на девет језика (1980, 1987), Мокрин у револуцији (1986), Добар дан, писци (1993) и др. Као врхунац радне каријере на том пољу 1993. године покренуо је вишетомну илустровану Енциклопедију Новог Сада. Последњи, 30. том Енциклопедије изашао је 2009 а за овај издавачки подухват 2011. добио је награду „Лаза Костић“ на Новосадском салону књига.
Преминуо је 2012. године у Новом Саду. Оставио је за собом супругу Ану Попов, керамичарку, и ћерку Нину Попов Бриза, уредницу културе у листу Дневник. Његов брат је Раша Попов.
Животно гесло му је било:
| „Осветлимо прошлост да би нам садашњост и будућност били достојни поштовања.” |